# Берлінські наукові польоти на повітряних кулях (1888-1899)

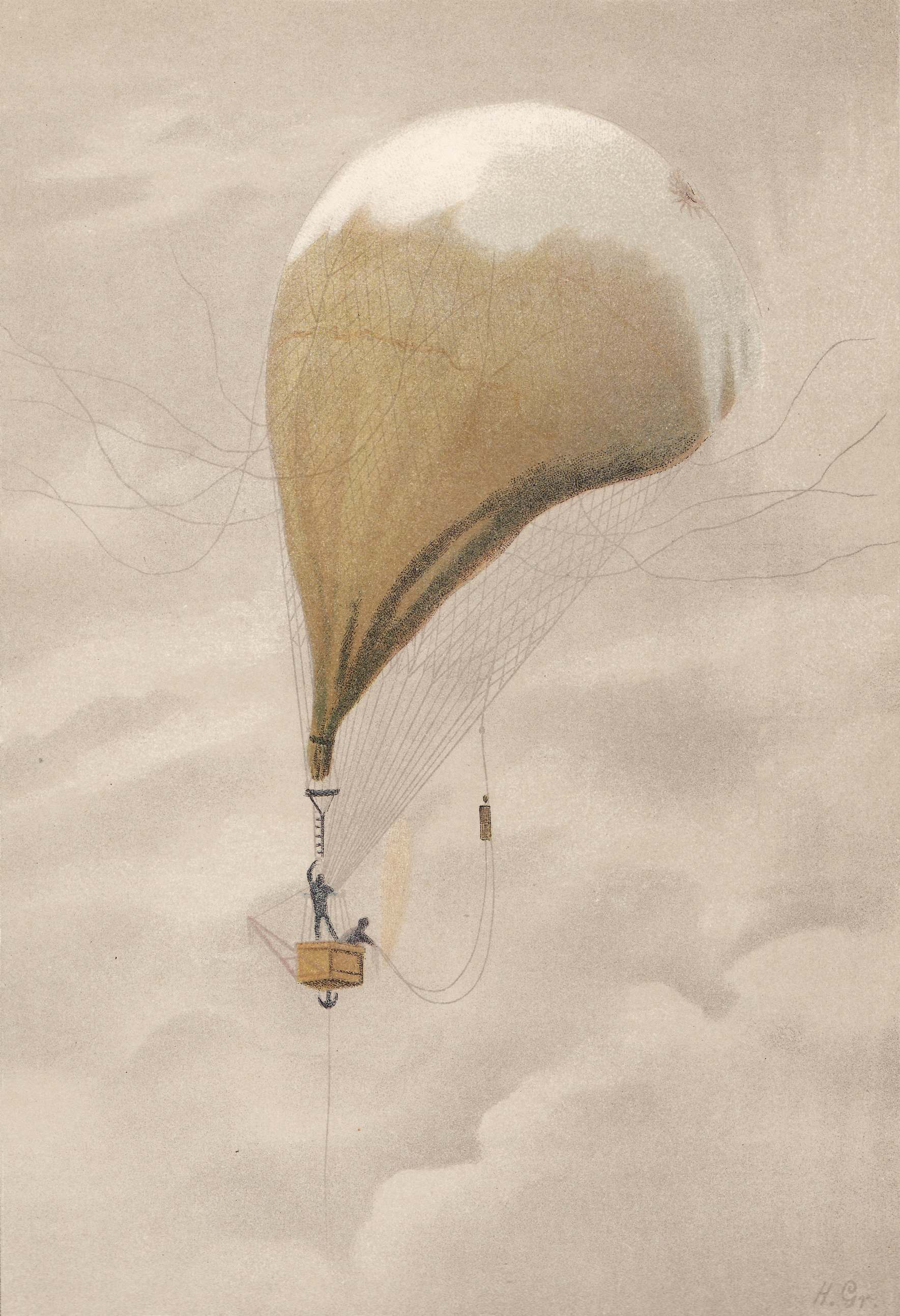
Повітряна куля Гумбольдт падає з висоти 3000 метрів під час свого наукового польоту, 14 березня 1893 року

Берлінські наукові польоти на повітряних кулях (Berliner wissenschaftliche Luftfahrten) — серія із 67 пілотованих і 29 безпілотних польотів на повітряних кулях, здійснених з Берліна протягом 1888—1899 років німецькою Асоціацією розвитку аеронавтики. Польоти здійснювались для метеорологічних досліджень атмосфери та її погодних показників на різних висотах (температура, тиск і вологість). Їх здійснювали відомі німецькі вчені метеорологи (Ріхард Асманн, Артур Берсон, Райнхард Зюрінг та інші) на повітряних кулях, які спроєктував й створив лейтенант Ганс Гросс. Одним з результатів цієї серії наукових польотів, стало встановлення в 1894 році Артуром Берсоном рекорду висоти. Він піднявся на повітряній кулі «Фенікс» на висоту 9155 метрів (попередній рекорд належав британцям Джеймсу Глейшеру і Генрі Коксвеллу, які 5 вересня 1862 року піднялись на висоту 8800 метрів на повітряній кулі «Мамонт»).

## Передумови наукових польотів на повітряних кулях

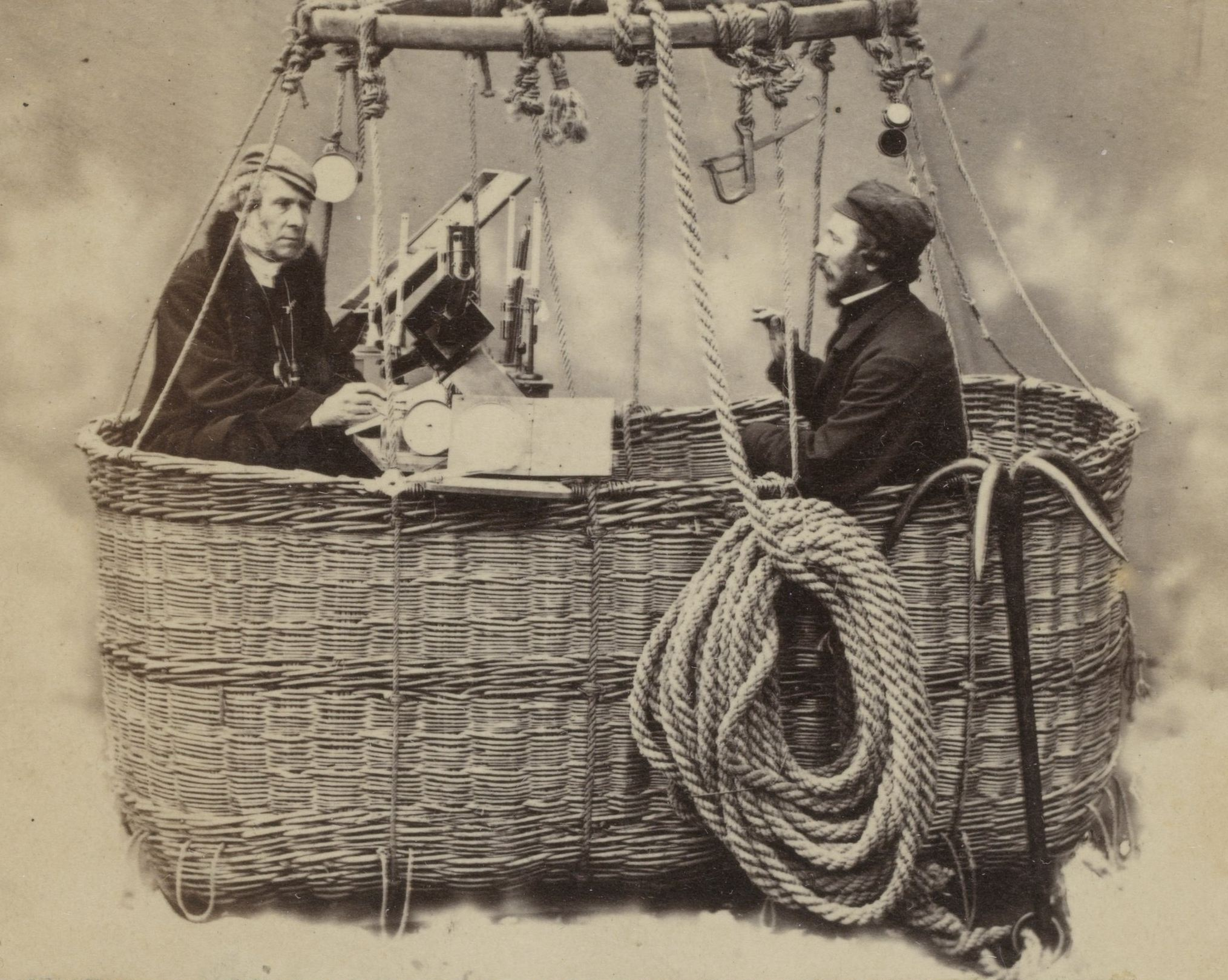
Джеймс Глейшер і Генрі Коксвелл здійснюють рекордний політ на висоту 8 800 м, 5 вересня 1862 року

У 19 столітті метеорологія вже не була суто описовою наукою. На основі законів класичної фізики, особливо механіки суцільних середовищ та термодинаміки, вона розвинулась в природничу науку про вимірювання та обчислення фізичних властивостей атмосфери. Основи термодинаміки атмосфери були розроблені ще в 1880-х роках, але опис динаміки все ще здійснювався з допомогою найпростіших законів, таких як закон Байса-Баллота. Наукове прогнозування погоди наприкінці 19 століття тільки зароджувалось. Це було пов'язано з все ще недостатніми знаннями вчених про атмосферні явища і процеси, а також з відсутністю достатньої кількості достовірних спостережень, дані з яких були отримані суто на поверхні землі. Про вертикальну будову атмосфери в ті часи існували лише туманні уявлення, які не були підтверджені жодним експериментом чи практичним спостереженням.
Про потенціал використання повітряної кулі для метеорологічних досліджень вчені й дослідники дізнались практично відразу після їх перших польотів. Коли 1 грудня 1783 року перший шарльєр вирушив в політ у Парижі, її винахідник професор Жак Шарль взяв із собою термометр і барометр. У наступному році, французький хімік Антуан Лоран Лавуазьє створив першу програму наукових польотів від імені Французької академії, яку так і не вдалося реалізувати через брак коштів. В Німеччині вчений Георг Крістоф Ліхтенберг ще в 1784 році висунув двадцять п'ять тез про способи використання повітряної кулі, перша з яких стосувалась дослідження і вивчення атмосфери.
Перший політ з метою метеорологічних спостережень здійснив 30 листопада 1784 року американський лікар Джон Джеффріс на повітряній кулі професійного аеронавта Жана-П'єра Бланшара. Перше системне дослідження верхніх шарів атмосфери було проведено в період між 1862—1866 роками англійським метеорологом Джеймсом Глейшером. Під час власних 28 польотів на повітряній кулі він вимірював температуру, тиск й вологість повітря і спостерігав за швидкістю вітру на висоті майже 9000 метрів. Через безпосередній вплив сонячної радіації на прилади і їх розміщення всередині кошика повітряної кулі, а не назовні, дані Глейшера часто були помилковими, особливо на великих висотах. Проте, він заклав основи наукового прогнозування погоди і майбутньої науки аерології. В наступні роки науковими польотами займались перш за все французькі вчені, серед яких найвідомішими були Каміль Фламмаріон, Гастон Тіссандьє та
Вілфрід де Фонв'єль. 1875 року здійснюючи науковий політ на повітряній кулі «Зеніт» сталась катастрофа в результаті якої, від гіпоксії, загинули двоє вчених Теодор Сівель і Жозеф Кроче-Спінеллі.

## Ідея організації наукових польотів в Берліні

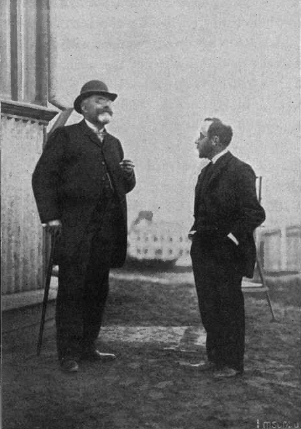
Німецькі метеорологи Ріхард Асманн (зліва) і Артур Берсон (справа)

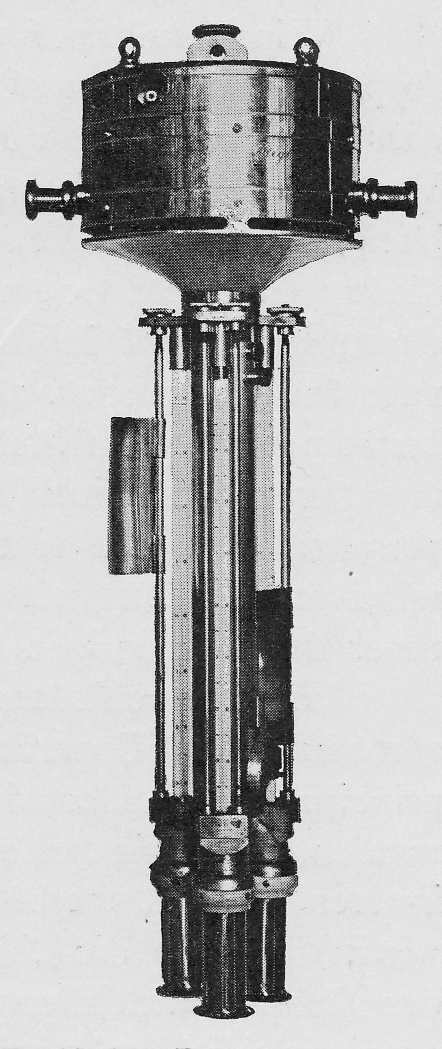
Аспіраційний психрометр Асманна

У 1885 році німецького фізика Вільгельма фон Бецольда було призначено завідувати новоствореною кафедрою метеорології в університеті Фрідріха Вільгельма та директором «Прусського метеорологічного інституту» в Берліні. Він вирішив радикально реструктурувати інститут і 1 квітня 1886 року найняв трьох старших наукових співробітників, серед яких був магдебурзький лікар та метеоролог Ріхард Асманн.
З 1883 року Асманн працював над вимірювальним приладом, який міг би точно визначати температуру повітря навіть під руйнівним впливом сонячної радіації. Коли Асманн разом з іншими провідними берлінськими метеорологами приєднався до німецької Асоціації розвитку аеронавтики, заснованої в 1881 році, він познайомився з інженером Гансом фон Зігсфельдом. Разом, вчені розробили аспіраційний психрометр Асманна (Aspirationspsychrometer nach Aßmann), який усував вплив сонячної радіації за допомогою постійної вентиляції повітря. В момент винайдення психрометра Асманна, температурні профілі створенні в 1862—1866 роках Джеймсом Глейшером, які довго вважались достовірними даними, якраз почали викликати сумніви в низки європейських метеорологів. Асманн і Зігсфельд побачили для себе можливість практично дослідити результати Глейшера з допомогою свого нового приладу. Проте, для цього їм потрібно було робити виміри на висоті, а не на поверхні землі.
2 червня 1888 року Вільгельм фон Бецольд виступив з промовою на ювілейному 100-му засіданні німецької Асоціації розвитку аеронавтики і запропонував ідею використання повітряних куль для розвитку метеорологічних досліджень. Ідея Бецольда була сприйнята позитивно і дуже скоро члени асоціації почали роботу над її реалізацією. Вже 23 червня 1888 року відбувся перший науковий політ на повітряній кулі Зігсфельда «Гердер». Згодом було утворено «Комітет з організації наукової аеронавтики», члени якого розпочали збір коштів на створення декількох власних повітряних куль для наукових польотів.

## Фінансування польотів

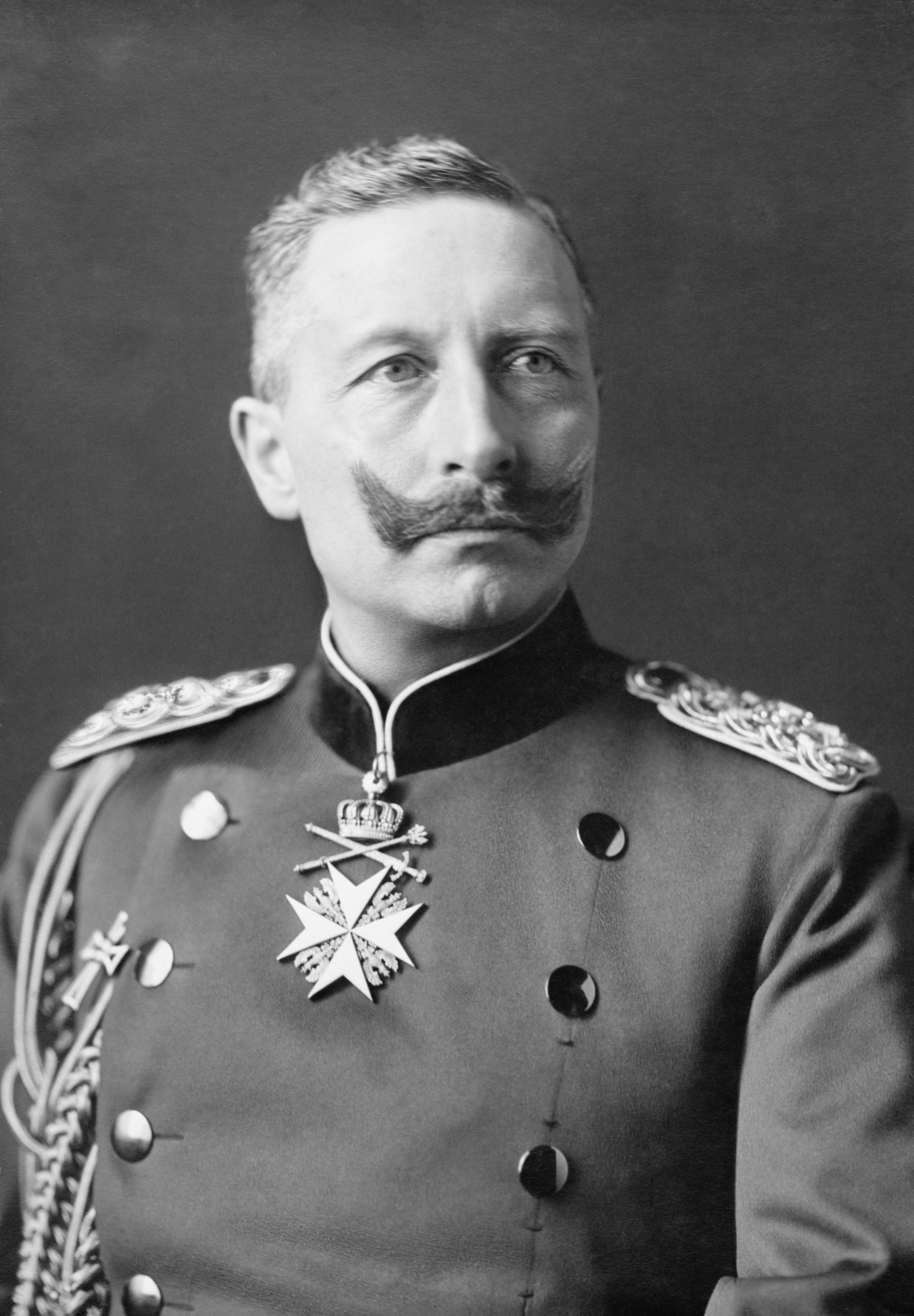
Німецький кайзер Вільгельм ІІ

Для реалізації ідеї Вільгельма фон Бецольда були потрібні значні кошти. Невелику повітряну кулю «Метеор» вдалось придбати за пожертвування відомих членів асоціації, серед яких були Отто Лілієнталь, Вернер фон Сіменс та Рудольф Герцог. Прусська королівська академія наук виділила для асоціації одноразовий грант у розмірі 2000 марок. Приватні аеронавти виділили власні повітряні кулі для організації перших наукових польотів (Ганс фон Зігсфельд виділив кулю «Гердер», а Курт Кілліш-Горн повітряну кулю «M.W.»). Однак суми потрібної для будівництва власної повітряної кулі члени асоціації так і не зібрали.
В середині 1892 року «Комітет з організації наукової аеронавтики» у складі Ріхарда Асманна, Вільгельма фон Бецольда, Германа фон Гельмгольца , Вільгельма Ферстера , Августа Кундта, Пауля Ґусфельдта та Вернера фон Сіменса написав листа німецькому кайзеру Вільгельму II з проханням виділити кошти на будівництво повітряної кулі. Вільгельм ІІ розглянув прохання і вирішив виділити з свого фонду 50 000 німецьких марок. За ці кошти в 1893 році було побудовано і обладнано науковими приладами повітряну кулю «Гумбольдт».
26 квітня 1893 року оболонка «Гумбольдта» спалахнула і згоріла після вибуху на місці його приземлення біля монастиря в Генрикуві. Одразу після аварії Вільгельм ІІ наказав виділити ще 32 000 марок на будівництво нової повітряної кулі «Фенікс» . Для фінансування додаткових польотів і для публікації їхніх наукових результатів у 1895 році з фонду кайзера було виділено ще 20 400 марок.
У 1897 році видавець і власник друкарні Фрідріх Георг Бюксенштейн пожертвував 1000 марок на будівництво безпілотної повітряної кулі «Cirrus II».
Потужну нематеріальну підтримку асоціації надали прусські військові, які були дуже зацікавленні у дослідженні можливостей повітряних куль для військового використання.
В більшості польотів командування повітряними кулями взяли на себе офіцери «Німецького військового відділу дирижаблів». Метеорологам, які здійснювали наукові польоти, неодноразово дозволялось брати участь у військових зборах прусської армії і відділу дирижаблів. Військовий інженер і лейтенант Ганс Гросс був тимчасово звільнений від своїх обов'язків в армії і відповідав за будівництво повітряних куль для наукових польотів.

## Учасники

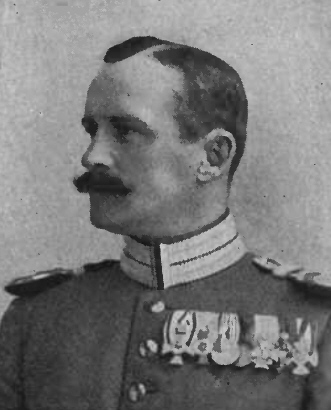
Лейтенант Ганс Гросс

Головним організатором серії наукових польотів в Берліні був німецький метеоролог Ріхард Асманн. Окрім своєї офіційної посади на кафедрі метеорології в університеті Фрідріха Вільгельма, на початку 1889 року він також став головою Асоціації розвитку аеронавтики, що дозволило йому активніше займатись розвитком ідеї наукових польотів. Асманн надав чудові прилади й інструменти, якими проводились всі наукові дослідження під час польотів. Особисто, він взяв участь лише у трьох наукових польотах.
Найбільше польотів здійснив Артур Берсон: він був керівником 9-ти наукових польотів, 31 політ здійснив як спостерігач і ще 10 разів літав самостійно. Друге місце за кількістю польотів посів лейтенант Ганс Гросс: він здійснив 33 польоти, з яких 28 разів був керівником і 5 разів спостерігачем. Третє місце за кількістю польотів посів Райнхард Зюрінг, який літав 13 разів: 4 як керівник і 9 як спостерігач.
Серед інших учасників наукових польотів були власники повітряних куль «Гердер» і «M.W.» Hans Bartsch von Sigsfeld і Kurt Killisch von Horn.
Декілька польотів пройшли під керівництвом німецьких офіцерів «Королівського військового відділу дирижаблів»: лейтенанта Neumann, лейтенанта Sperling, лейтенанта Gurlitt та майора Stephan von Nieber. Також, участь в польотах як спостерігачі брали відомі німецькі вчені і метеорологи з «Метеорологічного інституту Берліна»: Otto Baschin, Edmund Köbke та Victor Kremser. Згодом, до польотів приєднався вчений з «Берлінського сільськогосподарського університету» Richard Börnstein і його асистент Becker. До декількох наукових польотів долучались іноземні аеронавти й вчені, такі як британці Patrick Young Alexander і Stanley Spencer та керівник американської метеорологічної обсерваторії «Blue Hill» Ебботт Лоуренс Ротч.
| № п/п | Ім'я та прізвище                               | К-сть польотів                        | Посада/звання | Організація яка відправила в політ                   |
| 1.    | Артур Берсон                                   | 50 (9 як керівник, 41 як спостерігач) | метеоролог    | Метеорологічний інститут Берліна                     |
| 2.    | Ганс Гросс                                     | 33 (28 як керівник, 5 як спостерігач) | лейтенант     | Королівський військовий відділ дирижаблів            |
| 3.    | Райнхард Зюрінг                                | 13 (4 як керівник, 9 як спостерігач)  | метеоролог    | Метеорологічний інститут Берліна                     |
| 4.    | Отто Башін (Otto Baschin)                      | 5 (0 як керівник, 5 як спостерігач)   | метеоролог    | Метеорологічний інститут Берліна                     |
| 5.    | Стефан фон Нібер (Stephan von Nieber)          | 4 (3 як керівник, 1 як спостерігач)   | майор         | Королівський військовий відділ дирижаблів            |
| 6.    | Ріхард Асманн                                  | 3 (0 як керівник, 3 як спостерігач)   | метеоролог    | Метеорологічний інститут Берліна                     |
| 7.    | Річард Бернштейн (Richard Börnstein)           | 3 (0 як керівник, 3 як спостерігач)   | метеоролог    | Берлінський сільськогосподарський університет        |
| 8.    | Курт Кілліш-Горн (Kurt Killisch von Horn)      | 3 (0 як керівник, 3 як спостерігач)   | аеронавт      | Німецька асоціація розвитку аеронавтики              |
| 9.    | Патрік Янг Александр (Patrick Young Alexander) | 3 (1 як керівник, 2 як спостерігач)   | аеронавт      | Німецька асоціація розвитку аеронавтики              |
| 10.   | Едмунд Кобке (Edmund Köbke)                    | 2 (0 як керівник, 2 як спостерігач)   | метеоролог    | Метеорологічний інститут Берліна                     |
| 11.   | Віктор Кремсер (Victor Kremser)                | 2 (0 як керівник, 2 як спостерігач)   | метеоролог    | Метеорологічний інститут Берліна                     |
| 12.   | лейтенант Sperling                             | 2 (2 як керівник, 0 як спостерігач)   | лейтенант     | Королівський військовий відділ дирижаблів            |
| 13.   | лейтенант Neumann                              | 2 (1 як керівник, 1 як спостерігач)   | лейтенант     | Королівський військовий відділ дирижаблів            |
| 14.   | Ебботт Лоуренс Ротч                            | 1 (0 як керівник, 1 як спостерігач)   | метеоролог    | Американська метеорологічна обсерваторія «Blue Hill» |
| 15.   | Ганс фон Зігсфельд (Hans Bartsch von Sigsfeld) | 1 (1 як керівник, 0 як спостерігач)   | метеоролог    | Німецька асоціація розвитку аеронавтики              |
| 16.   | Стенлі Спенсер (Stanley Spencer)               | 1 (1 як керівник, 0 як спостерігач)   | аеронавт      | Німецька асоціація розвитку аеронавтики              |
| 17.   | асистент Becker                                | 1 (0 як керівник, 1 як спостерігач)   | метеоролог    | Берлінський сільськогосподарський університет        |
| 18.   | лейтенант Gurlitt                              | 1 (1 як керівник, 0 як спостерігач)   | лейтенант     | Королівський військовий відділ дирижаблів            |
| 19.   | Річард Опіц                                    | 1 (0 як керівник, 1 як спостерігач)   | аеронавт      | Німецька асоціація розвитку аеронавтики              |

## Повітряні кулі та наукове обладнання для польотів

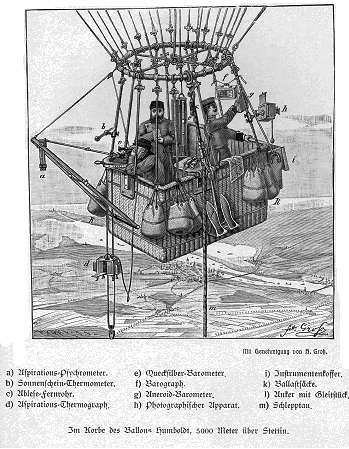
Розміщення обладнання на повітряній кулі «Гумбольдт» (малюнок Ганса Гросса)

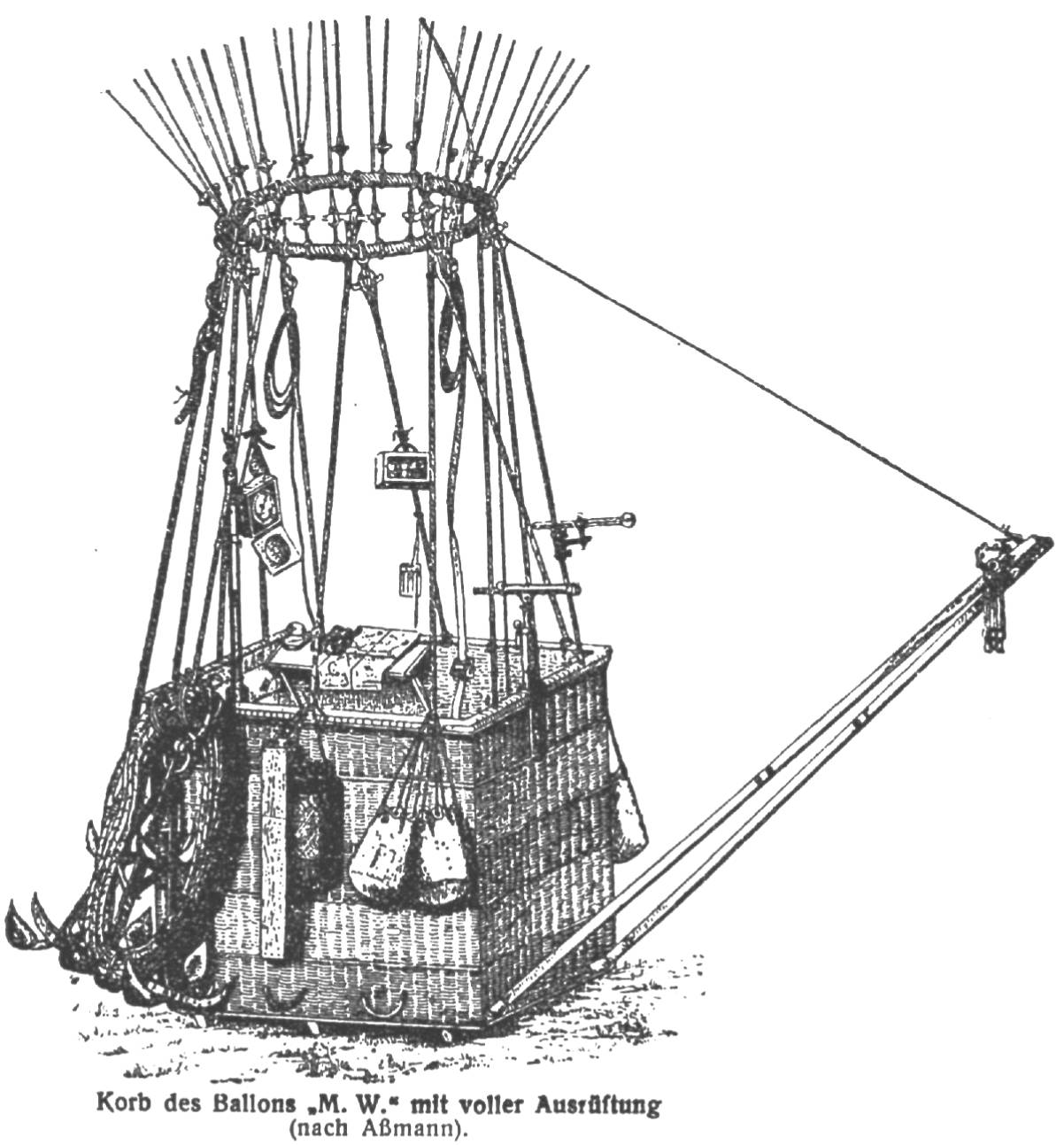
Гондола повітряної кулі «M.W.», 1891 рік

Під час серії з 67 пілотованих наукових польотів, які здійснювались з Берліна в 1888—1899 роки було використано шістнадцять різних повітряних куль. Найвідомішими серед них були: «M.W.», «Гумбольдт», «Фенікс», «Falke», «Majestic», «Bussard», «Feldballon», «Vereinsballon І», «Vereinsballon ІІ», «Excelsior» і «Albatross».
Перші шість польотів було здійснено на приватних повітряних кулях «Herder» і «M.W.», власниками яких були Ганс фон Зігсфельд (Hans Bartsch von Sigsfeld) та Курт Кілліш-Горн (Kurt Killisch von Horn). 1893 року за гроші німецького кайзера Вільгельма ІІ було побудовано повітряну кулю «Гумбольдт». На «Гумбольдті» німецьким метеорологам вдалось здійснити лише 6 наукових польотів. 26 квітня 1893 року після приземлення біля монастиря в Генрикуві стався вибух і оболонка кулі вщент згоріла.
На заміну «Гумбольдту» було збудовано повітряну кулю «Фенікс», на якій було здійснено найбільшу кількість наукових польотів (23). Врахувавши недоліки допущенні в будівництві «Гумбольдта», Ганс Гросс приєднав до оболонки «Фенікса» спеціальний витяжний строп, потягнувши за який, пілот досить легко й швидко здував повітряну кулю. Це дозволило пілотам значно полегшити приземлення кулі і запобігти її повторному зльоту або небезпечному ковзанню по полях чи чагарниках. Такий спосіб безпечного приземлення використовують і на сучасних повітряних кулях. Також, Гросс скористався порадою Ганса фон Зігсфельда і тканину оболонки кулі регулярно просочували 10 % розчином хлорид кальцію, щоб зберегти її електропровідність й уникнути виникненню іскріння від електростатичного розряду (саме через таке іскріння і спалахнув газ в оболонці «Гумбольдта»).
Після 1895 року вчені стали частіше використовувати для наукових польотів повітряні кулі «Королівського військового відділу дирижаблів»: «Bussard», «Condor», «Albatross», «Dohle», «Feldballon» та «Posen». Декілька наукових польотів було здійснено на повітряних кулях «Excelsior» та «Majestic», власниками яких були відомі британські аеронавти Стенлі Спенсер (Stanley Spencer) та Патрік Янг Александер (Patrick Young Alexander).
Більшість польотів 1897—1899 років здійснювались на двох легких спортивних повітряних кулях «Vereinsballon І» та «Vereinsballon ІІ». Часто ці польоти здійснювались одночасно, а оскільки повітряні кулі були дуже легкими то й висота їх польотів з часом постійно зростала.
Більшість повітряних куль були обладнанні важким якорем, який використовували для безпечного приземлення. Проте, після встановлення Гроссом витяжної стропи на «Фенікс», яка дозволяла кулі безпечно приземлятись, від якоря стали частіше відмовлятись, щоб не нести зайвий баласт. В більшості випадків, до обладнання кулі також включали буксирний трос, який мав довжину приблизно 100 м для менших повітряних куль і 150 м для більших. Як підйомний газ в польотах зазвичай використовувався водень або більш дешевий світильний газ. Дуже часто це могла бути і суміш водню зі світильним газом.
Більшість із 29 безпілотних наукових польотів було здійснено на повітряних кулях «Метеор», «Cirrus» та «Cirrus II». Повітряну кулю «Метеор» було виготовлено з полакованого шовку і вона могла досягати висоти близько 800 метрів. Її об'єм становив 130 м³, а наповнювали кулю зазвичай світильним газом. Повітряна безпілотна куля «Cirrus І» також була виготовлена з шовку. Її об'єм становив 250 м³. Під час свого п'ятого польоту вона доставила вимірювальні наукові прилади на висоту майже 22 км. «Cirrus II» був виготовлений з прогумованого шовку нижчої якості і мав об'єм 400 м³. Він міг літати на ті ж висоти, що й «Cirrus І».
Серед наукового обладнання, яке вчені брали з собою у польоти можна виділити барометр-анероїд, створений Отто Боне в Берліні та ртутний барометр від берлінської компанії «Rudolf Fuess». Також, для безперервного запису атмосферного тиску, вчені брали з собою барограф створений Річардом Фрересом в Парижі. Окрім цього, в дослідженнях використовувався потрійний аспіраційний психрометр від компанії «Fuess». Він складався з одного сухого і двох зволожених термометрів, які були розташовані в постійному потоці повітря від вентилятора з годинниковим механізмом. Температуру повітря також вимірювали з допомогою чорного колбового термометра від компанії «Fuess». Серед основного обладнання також були компас , кишеньковий годинник, телескоп і апарат для миттєвої зйомки (один з перших прототипів фотоапарата) виготовлений компанією «CP Goerz» на основі апаратів від фотографа Оттомара Аншютца (Ottomar Anschütz). Щоб вимірювати температуру без впливу тепла тіла пасажирів в гондолі, аспіраційний психрометр був прикріплений до спеціальної штанги назовні. Оскільки, на великих висотах температура повітря була нижчою за точку замерзання ртутного стовпчика, для її вимірювань вчені використовували і спиртовий термометр. Під час кожного окремого польоту все наукове обладнання розширювалось або змінювалось.
| Повітряна куля                            | Об'єм кулі (м³) | Матеріал оболонки кулі               | К-сть польотів | Додаткові відомості                                                                                              |
| ----------------------------------------- | --------------- | ------------------------------------ | -------------- | --- |
| «Herder»                                  | 1 600           | лакована бавовна                     | 1              | приватна повітряна куля Ганса фон Зігсфельда (Hans Bartsch von Sigsfeld)                                         |
| «M.W.»                                    | 1 180           | лакована бавовна                     | 5              | приватна повітряна куля Курта Кілліша-Горна (Kurt Killisch von Horn)                                             |
| «Гумбольдт»                               | 2 514           | прогумована бавовна                  | 6              | спеціально спроєктована Гансом Гроссом повітряна куля для наукових польотів                                      |
| «Фенікс»                                  | 2 630           | прогумована бавовна                  | 23             | спеціально спроєктована Гансом Гроссом повітряна куля для наукових польотів                                      |
| «Falke»                                   | 290             | шкіра Голдбітера (Goldbeater's skin) | 3              | старенька військова повітряна куля британського виробництва                                                      |
| «Sperber»                                 | 800             | лакована бавовна                     | 1              | повітряна куля вилучена німецьким банком за борги в професійного аеронавта                                       |
| «Vereinsballon» I та II                   | 1 250           | прогумована бавовна                  | 13             | спортивні повітряні кулі «Німецької асоціації розвитку аеронавтики», дуже легкі і здатні летіти на великі висоти |
| «Majestic»                                | 3 000           | лакований шовк                       | 3              | приватна куля британця Патріка Янга Александера (Patrick Young Alexander)                                        |
| «Excelsior»                               | 1 600           | лакована бавовна                     | 1              | приватна куля британця Стенлі Спенсера (Stanley Spencer)                                                         |
| «Bussard», «Condor», «Albatross», «Dohle» | 1 300           | прогумована бавовна                  | 7              | повітряні кулі «Королівського військового відділу дирижаблів»                                                    |
| «Posen»                                   | 1 000           | прогумована бавовна                  | 1              | військова повітряна куля німецького «відділу аеронавтики»                                                        |
| «Feldballon»                              | 500             | прогумована бавовна                  | 1              | військова повітряна куля німецького «відділу аеронавтики»                                                        |

## Короткий огляд польотів

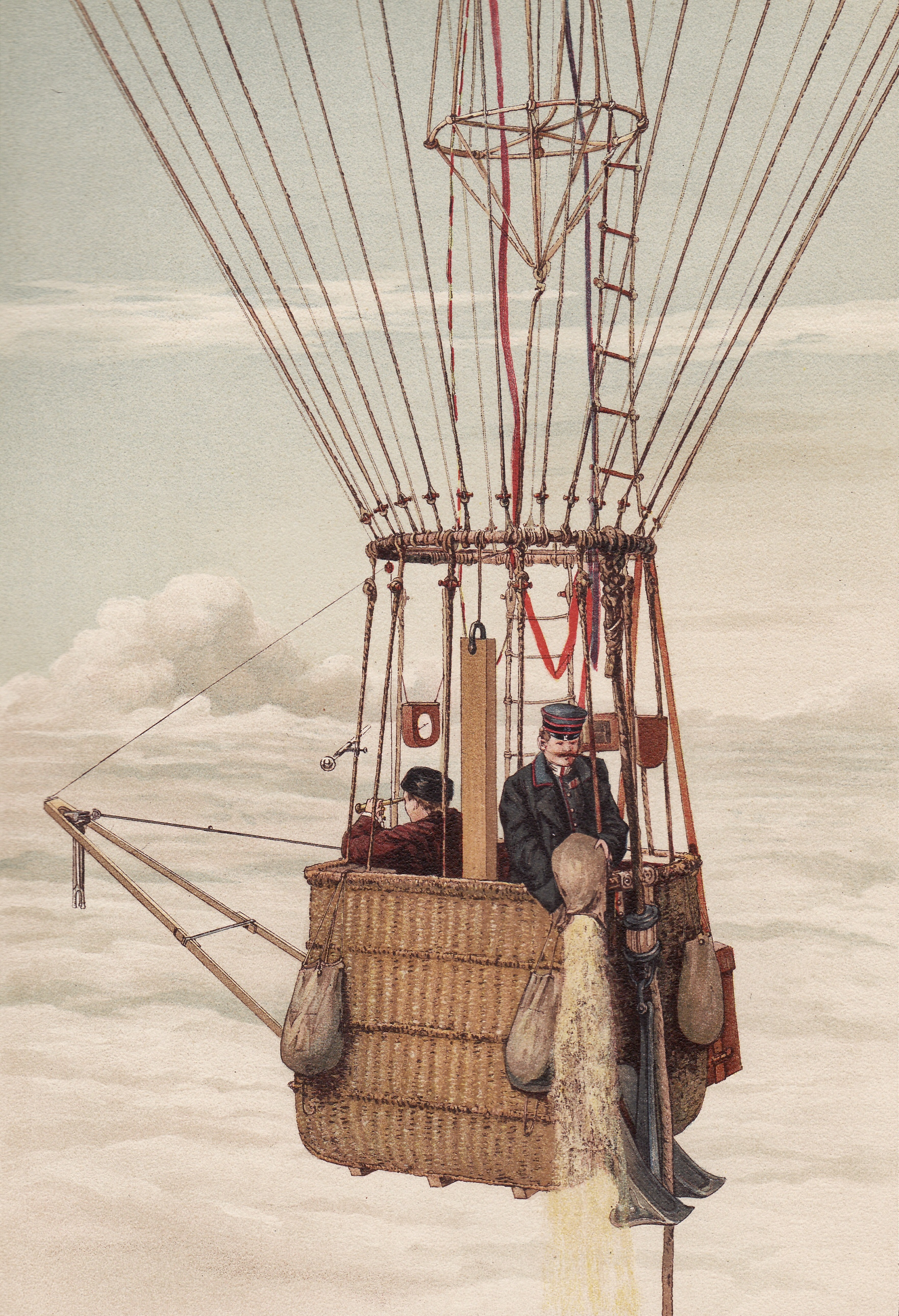
Ганс Гросс і Артур Берсон здійснюють науковий політ на повітряній кулі «Фенікс», 1894 рік

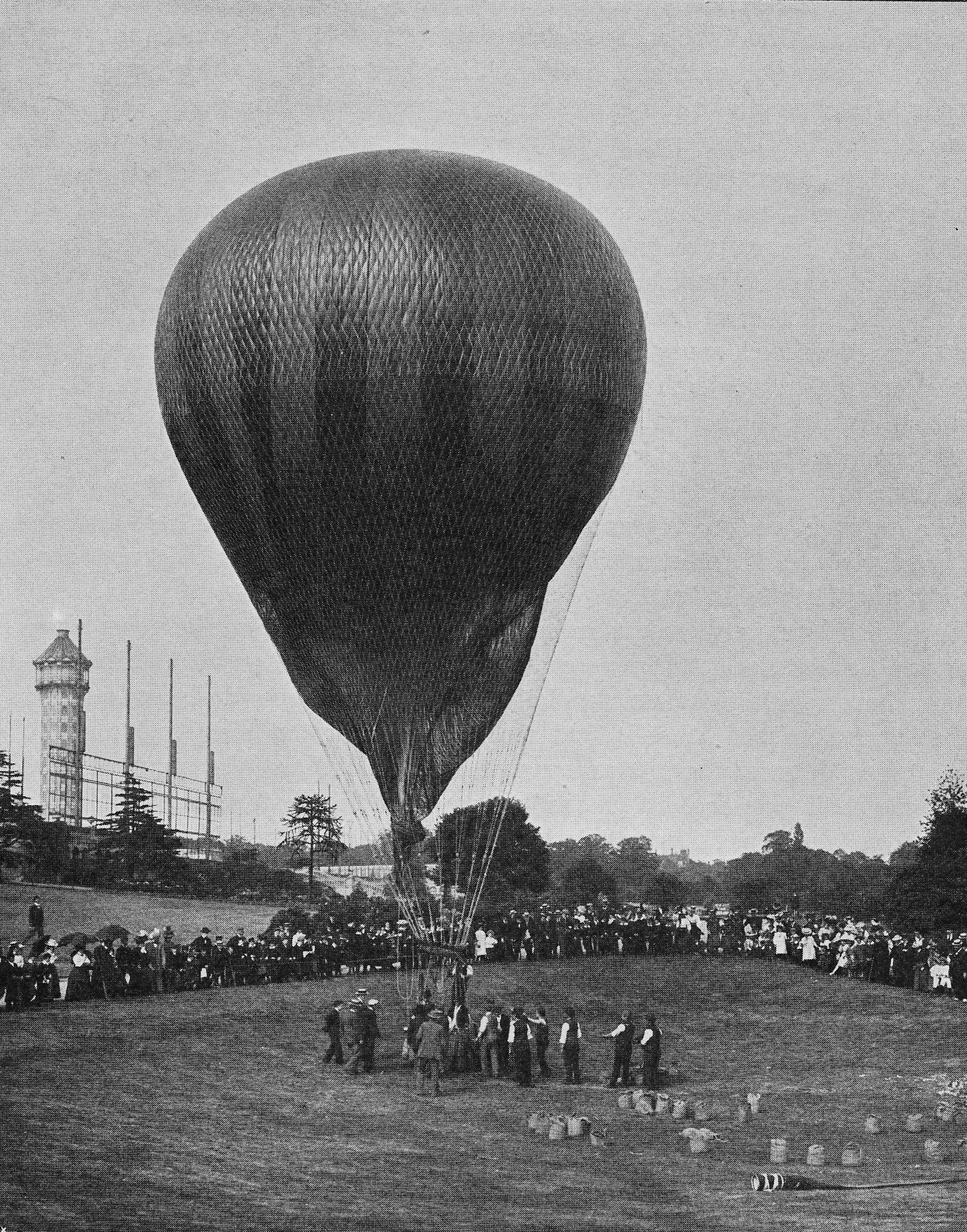
Повітряна куля «Excelsior» з Артуром Берсоном і Стенлі Спенсером на борту готується здійснити науковий політ в Лондоні, 15 вересня 1898 року

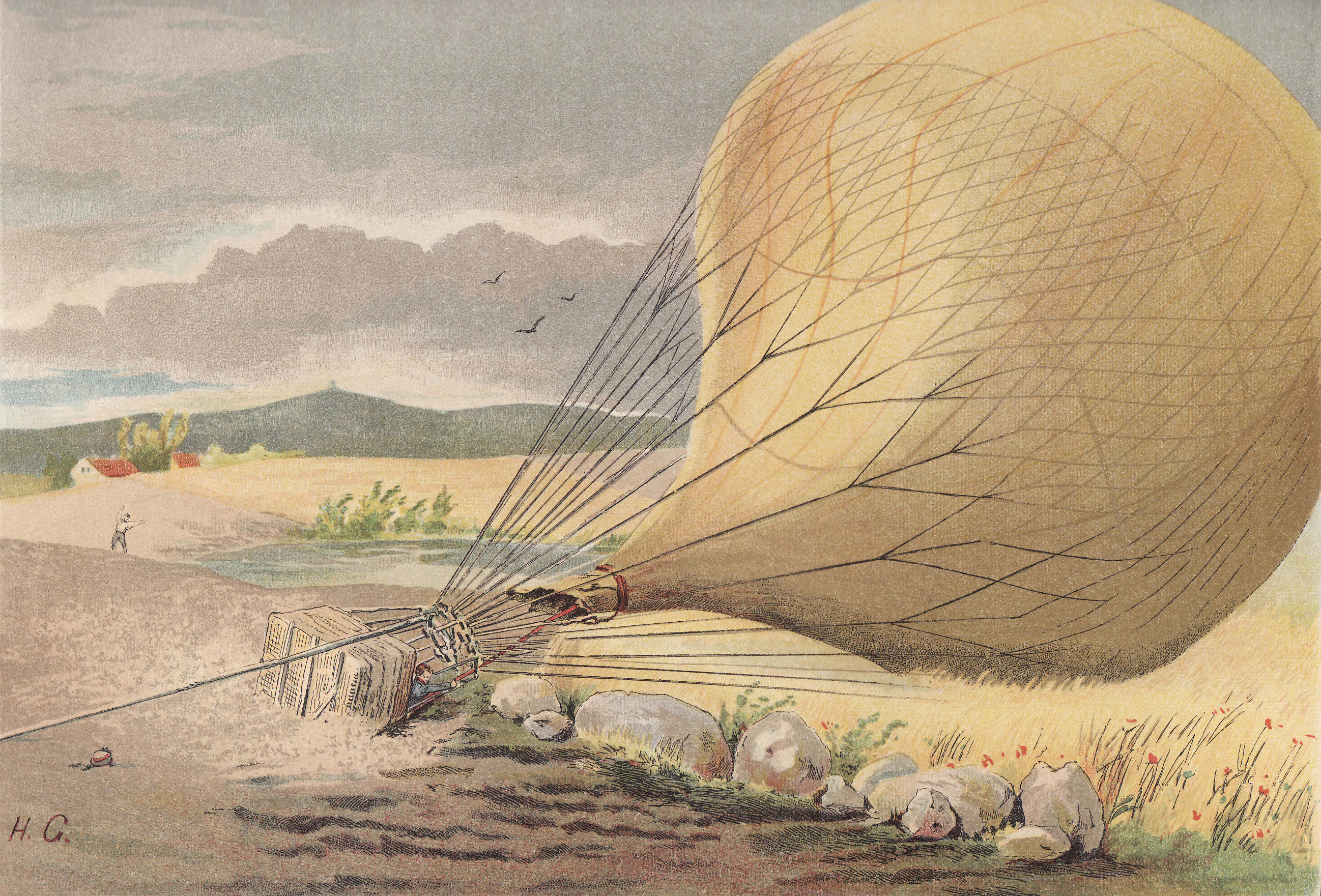
Приземлення повітряної кулі «Фенікс» після наукового польоту, 1896 рік

### Підготовчі польоти
Перші шість польотів, які Ріхард Асманн назвав «підготовчими» відбувались в 1888—1891 роках. Їх здійснили на повітряних кулях «Herder» і «M.W.».
23 червня 1888 року відбувся перший науковий політ на повітряній кулі «Herder». Його здійснили військовий аеронавт Ганс фон Зігсфельд, професійний аеронавт Річард Опіц і метеоролог Віктор Кремсер. Політ стартував з майданчика біля газового заводу «Шенебергер». Наповнена повітряна куля піднялась на висоту майже 2500 метрів і пролетіла до замку Бункенбург (Bunkenburg) біля села Лахендорф. Під час польоту, Зігсфельд випробував різні способи кріплення психрометра до гондоли повітряної кулі.
Наступні п'ять польотів були здійснені в 1891 році на повітряній кулі «M.W.». У двох з них особисто взяв участь сам Ріхард Асманн. Крім нього, свої перші наукові польоти здійснили Ганс Гросс та Артур Берсон. Під час четвертого польоту «M.W.», 24 жовтня 1891 року, до німецьких вчених приєднався американський метеоролог й засновник обсерваторії «Blue Hill» Ебботт Лоуренс Ротч. Після п'ятого польоту на «M.W.», у листопаді 1891 року, в «Асоціації розвитку аеронавтики» вичерпались всі доступні кошти виділені на організацію польотів. Трохи пізніше, власник повітряної кулі Курт Кілліш-Горн, надовго покинув Берлін й забрав повітряну кулю з собою. Тому наукові польоти на деякий час припинились. Згодом, Асманн, Берсон і Гросс опублікували наукові результати польотів «M.W.» і вони стали основою для прохання про виділення коштів від німецького уряду на будівництво нової повітряної кулі. 1893 року асоціація отримала потрібні кошти від імператора Вільгельма II й була створена повітряна куля «Гумбольдт».

### Основні польоти
У 1893—1894 роках відбулось 36 «основних польотів», як їх називав Ріхард Асманн. 23 з них здійснювались на повітряній кулі «Фенікс», ще 6 на «Гумбольдті», а решта на кулях «Bussard», «Falke» і «Majestic». Польоти були розроблені так, щоб вони охоплювали якнайширший діапазон погодних ситуацій. Також, враховувався час доби та пора року, щоб отримати повну картину фізичних умов у верхніх шарах атмосфери. В цей період, були здійснені й декілька одночасних польотів на кількох повітряних кулях, деякі з яких координувалися на міжнародному рівні. Залучені метеорологи, перш за все Артур Берсон і Райнхард Зюрінг, намагалися досягти найбільшої висоти із значним ризиком для власного життя.
Перші шість польотів були здійснені на повітряній кулі «Гумбольдт» під керівництвом Ганса Гросса. Кулю створили і обладнали науковими приладами на гроші виділенні німецьким кайзером Вільгельмом ІІ. Сам кайзер був присутнім під час старту першого польоту 1 березня 1893 року. Під час другого польоту «Гумбольдт» зазнав падіння з висоти понад 3000 метрів, через зламаний клапан, яким спускали надлишок водню в оболонці кулі. Після шостого польоту, оболонка кулі вщент згоріла через вибух водню після приземлення.
Наприкінці 1893 року Ганс Гросс спроєктував і створив нову повітряну кулю «Фенікс». Це була одна з найсучасніших повітряних куль Німеччини, обладнана найновішими науковими приладами. На «Феніксі» було здійснено найбільше наукових польотів (23). 6-7 липня 1894 року Артур Берсон встановив німецький рекорд тривалості польоту, пролетівши на «Феніксі» 18 годин і 35 хвилин. 4 грудня 1984 року Берсон на «Феніксі» піднявся на висоту 9155 метрів і встановив новий світовий рекорд.
Коли звістка про успіхи Берлінських наукових польотів поширилась Європою, британський аеронавт Патрік Янг Александер приїхав до Берліна, щоб особисто взяти участь в польотах на своїй кулі «Majestic». Він декілька разів літав на своїй кулі одночасно з Берсоном і Гроссом, щоб розширити діапазон наукових вимірів і здійснювати їх одночасно з декількох повітряних куль.
Коли у вересні 1896 року в Парижі було засновано «Міжнародну комісію з наукових дирижаблів» її очолив німецький метеоролог Х'юго Гергезелль. Берлінські метеорологи стали регулярно брати участь в міжнародних одночасних польотах, організованих комісією.
В 1895 році Асманн видав перший детальний звіт про Берлінські наукові польоти. Він одразу став популярним в колі вчених. Та не всі схвалювали роботу Асманна, який часто критикував і ставив під сумнів достовірність вимірів температури над Лондоном Джеймса Глейшера. Видатний шведський метеоролог Нільс Екхольм критикував Асманна й берлінських вчених і вважав значні відмінності в виміряних температурних профілях Лондона та Берліна реальними. Він закликав провести додаткові наукові польоти в Англії та Німеччині з використанням приладів Глейшера та Асманна. Такі польоти відбулися 15 вересня 1898 року. Політ в лондонському районі Crystal Palace був організований і профінансований Патріком Александром. В ньому взяв участь Артур Берсон, який летів з британським аеронавтом Стенлі Спенсером на його повітряній кулі «Excelsior». В той же день і час, Зюрінг піднявся на повітряній кулі «Vereinsballon» із спортивного парку Фріденау в Берліні. Обидва польоти планувалось здійснити на якнайбільшу висоту. «Excelsior» досяг висоти 8320 метрів, а «Vereinsballon» — 6191 метрів. На вимірах здійснених на поверхні землі перед польотами, між Берліном і Лондоном була різниця температур в 7 градусів. А на вимірах здійсненних на висотах 5000-6000 м ця різниця практично повністю зникла. Такі результати повністю підтвердили попередні висновки Асманна та Берсона і ще більше популяризували в Європі результати Берлінських наукових польотів.
В 1897—1899 роках наукові польоти здійснювались здебільшого на двох спортивних повітряних кулях «Vereinsballon І» і «Vereinsballon ІІ». Проте, їхні результати лише доповнювали попередні виміри здійснені на «Гумбольдті» і «Феніксі». Значно повніші результати в цей період, вчені отримали з польотів безпілотних повітряних куль «Cirrus І» і «Cirrus ІІ». Ці маленькі і легкі кулі досягали висоти, яка перевищувала 20 км.

## Список польотів
| Політ | День         | Рік  | Повітряна куля     | Пілоти                                        | Відстань, км | Тривалість | Висота, м | Місце посадки                                                               | Додаткові відомості про політ |
| 1.    | 23 червня    | 1888 | «Гердер»           | Kremser, Sigsfeld                             | 215          | 6г 39хв    | 2473      | замок Bunkenburg в Альдені, Нижня Саксонія                                  | Перший науковий політ в Берліні |
| 2.    | 30 січня     | 1891 | «M.W.»             | Гросс, Ассман, Kurt Killisch                  | 139          | 3г 3хв     | 1330      | село Шенвальде, Мекленбург-Передня Померанія                                | Перший науковий політ повітряної кулі «M.W.»                                                                                         |
| 3.    | 13 березня   | 1891 | «M.W.»             | Гросс, Ассман                                 | 54           | 4г 17хв    | 1805      | село Фербеллін, Бранденбург                                                 | Політ над болотами Rhinluch, найдовший політ «M.W.»                                                                                  |
| 4.    | 8 серпня     | 1891 | «M.W.»             | Берсон, Kurt Killisch, лейт. Gurlitt          | 89           | 2г 46хв    | 1720      | містечко Мешковиці, Західнопоморське воєводство                             | Складне приземлення, тормозний якір «M.W.» зачепився за паркан міського маєтку                                                       |
| 5.    | 24 жовтня    | 1891 | «M.W.»             | Гросс, Берсон, Ротч                           | 34           | 3г 5хв     | 1240      | околиці міста Оранієнбург, Бранденбург                                      | «M.W.» пролетів найменшу відстань через брак баласту                                                                                 |
| 6.    | 27 листопада | 1891 | «M.W.»             | Гросс, Берсон, Kurt Killisch                  | 90           | 3г 14хв    | 1370      | містечко Хойна, Західнопоморське воєводство                                 | Останній науковий політ повітряної кулі «M.W.»                                                                                       |
| 7.    | 1 березня    | 1893 | «Гумбольдт»        | Гросс, Ассман, проф. Віктор Кремсер           | 202          | 6г 16хв    | 4355      | село Осово біля Новогард, Поморське воєводство                              | Перший науковий політ повітряної кулі «Гумбольдт», проф. Ассманн зламав ногу під час приземлення                                     |
| 8.    | 14 березня   | 1893 | «Гумбольдт»        | Гросс, Берсон                                 | 250          | 3г 47хв    | 6105      | містечко Рогозьно, Великопольське воєводство                                | Вибух під час польоту, падіння з висоти 3000 метрів і аварійне приземлення                                                           |
| 9.    | 28 березня   | 1893 | «Гумбольдт»        | Гросс, Берсон                                 | 275          | 9г 2хв     | 3590      | село Германсдорф біля Аннаберг-Бухгольц                                     | Аварійний старт польоту, оболонка кулі прорвалась і отримала невелику дірку під час старту                                           |
| 10.   | 7 квітня     | 1893 | «Гумбольдт»        | Гросс, Берсон, проф. Кобке                    | 320          | 8г 34хв    | 5200      | містечко Кронах, Верхня Франконія                                           | Проліт над Альтенбургом, пілоти скинули місту листа з привітом від герцога Альберта Альтенбурзького                                  |
| 11.   | 19 квітня    | 1893 | «Гумбольдт»        | Гросс, Берсон, проф. Отто Башин               | 150          | 7г 30хв    | 4565      | район Прешен біля Бад-Мускау, округ Дрезден                                 | Повітряна куля подолала найменшу відстань через спокійну погоду і відсутність потужних вітрів                                        |
| 12.   | 26 квітня    | 1893 | «Гумбольдт»        | Гросс, Берсон, Зюрінг                         | 370          | 10г 59хв   | 4265      | монастир в Генрикуві біля Зембиці, Нижньосілезьке воєводство                | Останній науковий політ повітряної кулі «Гумбольдт», оболонка кулі згоріла під час вибуху водню одразу після приземлення             |
| 13.   | 14-15 липня  | 1893 | «Фенікс»           | Гросс, Берсон                                 | 185          | 9г 1хв     | 1930      | село Pielitz біля Бауцен, Саксонія                                          | Перший політ повітряної кулі «Фенікс», за стартом польоту слідкував німецький фізик Герман фон Гельмгольц                            |
| 14.   | 25 липня     | 1893 | «Фенікс»           | Гросс, Берсон                                 | 390          | 7г 6хв     | 4210      | село Клобучино біля Гданськ, Поморське воєводство                           | Другий політ «Фенікса», вперше успішно застосовано витяжний строп для швидкого здування оболонки кулі після приземлення              |
| 15.   | 18 серпня    | 1893 | «Фенікс»           | Гросс, Берсон, проф. Bornstein                | 325          | 9г 54хв    | 3330      | замок Kreba в селі Креба-Нойдорф, Саксонія                                  | Приземлення біля стародавнього замку і зустріч з графом Einsiedel                                                                    |
| 16.   | 1-2 вересня  | 1893 | «Фенікс»           | Гросс, Берсон                                 | 325          | 9г 54хв    | 3330      | містечко Одолянув, Великопольське воєводство                                | Нічний політ «Фенікса», вимушене приземлення через близькість кордону з Російською Імперією                                          |
| 17.   | 29 вересня   | 1893 | «Фенікс»           | Гросс, Берсон, проф. Bornstein                | 345          | 8г 17хв    | 3950      | село Хотково, Поморське воєводство                                          | П'ятий політ «Фенікса», в проф. Bornstein погіршилось самопочуття під час польоту і його довелось перервати завчасно                 |
| 18.   | 19 жовтня    | 1893 | «Фенікс»           | Гросс, Берсон                                 | 240          | 6г 8хв     | 6060      | замок Сіхров, Ліберецький край                                              | Приземлення біля стародавнього замку і зустріч з графом Allain Ronan                                                                 |
| 19.   | 10 листопада | 1893 | «Фенікс»           | Гросс, Берсон                                 | 300          | 10г 42хв   | 4100      | село Лауенферде, Нижня Саксонія                                             | Складне приземлення в гірському районі на галявину оточену лісом і скелями                                                           |
| 20.   | 2 грудня     | 1893 | «Фенікс»           | Гросс, Берсон, Зюрінг                         | 255          | 3г 50хв    | 3380      | містечко Шенау, Баден-Вюртемберг                                            | Приземлення повітряної кулі тривало більше години, газ в оболонці розширився і не дозволяв їй опуститись на висоту нижче 1000 метрів |
| 21.   | 15 грудня    | 1893 | «Фенікс»           | Гросс, Берсон, проф. Кобке                    | 275          | 7г 23хв    | 3210      | село Gross Tinz біля Легниця, Нижньосілезьке воєводство                     | Складне приземлення в струмок, оболонка повітряної кулі намокла і отримала невеликі пошкодження від гілок верби, яка росла на березі |
| 22.   | 12 січня     | 1894 | «Фенікс»           | Гросс, Берсон                                 | 205          | 5г 2хв     | 5015      | містечко Барт (нім. Barth), Мекленбург-Передня Померанія                    | Десятий політ «Фенікса», повітряна куля досягла узбережжя Балтійського моря                                                          |
| 23.   | 17 лютого    | 1894 | «Фенікс»           | Гросс, Берсон, проф. Baschin                  | 385          | 8г 6хв     | 4050      | містечко Бехинє, Південночеський край                                       | Зимовий політ з екстремальними мінусовими температурами                                                                              |
| 24.   | 16 березня   | 1894 | «Фенікс»           | Гросс, Берсон, майор Nieber                   | 315          | 6г 55хв    | 4365      | містечко Černošín біля Пльзень, Пльзенський край                            | В майора Nieber із зростанням висоти погіршилось самопочуття і Гросс з Берсоном були змушені спустити «Фенікс» на землю              |
| 25.   | 10-11 квітня | 1894 | «Фенікс»           | Гросс, Берсон, лейт. Sperling                 | 345          | 10г 1хв    | 2470      | містечко Гайде, Шлезвіг-Гольштейн                                           | Повітряна куля долетіла до узбережжя Балтійського моря                                                                               |
| 26.   | 26 квітня    | 1894 | «Фенікс»           | Гросс, Берсон                                 | 145          | 6г 39хв    | 4915      | село Густов біля Щецин, Західнопоморське воєводство                         | «Фенікс» пролетів над річкою Одер, на висоті 4000 метрів використовувались балони з киснем для дихання                               |
| 27.   | 11 травня    | 1894 | «Фенікс»           | Гросс, Берсон                                 | 200          | 4г 8хв     | 4665      | маєток Willershusen біля Грайфсвальд, Мекленбург-Передня Померанія          | За стартом повітряної кулі біля Берліна спостерігав німецький імператор Вільгельм ІІ                                                 |
| 28.   | 11 травня    | 1894 | «Posen»            | Зюрінг, лейт. Sperling                        | 45           | 2г 19хв    | 1765      | село Brusendorf біля Шенефельд, Бранденбург                                 | Перший політ повітряної кулі «Posen»                                                                                                 |
| 29.   | 18 травня    | 1894 | «Falke»            | Берсон                                        | 105          | 6г 23хв    | 3375      | село Köselitz біля Косвіг, Саксонія-Ангальт                                 | Перший політ повітряної кулі «Falke»                                                                                                 |
| 30.   | 9 червня     | 1894 | «Фенікс»           | Берсон, лейт. Sperling, проф. Baschin         | 305          | 7г 9хв     | 5275      | село Schmolz біля Вроцлав, Нижня Сілезія                                    | Повітряна куля перед приземленням потрапила в дощові хмари і сильно намокла                                                          |
| 31.   | 1 липня      | 1894 | «Фенікс»           | Гросс, Берсон, Зюрінг                         | 310          | 14г 20хв   | 3850      | маєток Münchshof біля Барнтруп, Північний Рейн-Вестфалія                    | Один з найдовших польотів «Фенікса», куля протрималась в небі довше ніж всі попередні польоти                                        |
| 32.   | 6-7 липня    | 1894 | «Фенікс»           | Берсон                                        | 515          | 18г 35хв   | 3900      | між містечками Süderfelling і Troldhede, Ютландія                           | Рекордний за тривалістю політ «Фенікса». Повітряна куля перелетіла морську затоку Балтійського моря перед приземленням в Ютландії    |
| 33.   | 1 серпня     | 1894 | «Falke»            | Берсон                                        | 110          | 4г 11хв    | 1700      | село Kirschbaum біля Суленцин, Любуське воєводство                          | Другий політ повітряної кулі «Falke»                                                                                                 |
| 34.   | 4 серпня     | 1894 | «Фенікс»           | Гросс, Берсон                                 | 405          | 11г 8хв    | 3485      | село Ramkau біля Гданськ, Поморське воєводство                              | Один з найдовших польотів «Фенікса», куля перелетіла річку Одер і досягла узбережжя Балтійського моря                                |
| 35.   | 9 серпня     | 1894 | «Фенікс»           | Берсон, проф. Baschin, проф. Bornstein        | 150          | 2г 51хв    | 6220      | село Gross Ziegenort біля Щецин, Західнопоморське воєводство                | «Фенікс» був змушений приземлитись передчасно через несприятливі вітри і наближення узбережжя Балтійського моря                      |
| 36.   | 6 вересня    | 1894 | «Фенікс»           | Берсон, асистент Becker                       | 200          | 7г 6хв     | 5035      | село Grassee біля Дравсько-Поморське, Західнопоморське воєводство           | Пілоти не взяли в політ балони з киснем і коли в асистента Becker погіршилось самопочуття Берсон здійснив приземлення «Фенікса»      |
| 37.   | 6 вересня    | 1894 | «Majestic»         | Зюрінг, Neumann, Alexander                    | 10           | 0г 46хв    | 1100      | село Райнікендорф біля Берліна                                              | Перший політ повітряної кулі «Majestic»                                                                                              |
| 38.   | 5-6 жовтня   | 1894 | «Majestic»         | Берсон, Alexander                             | 310          | 12г 54хв   | 5300      | містечко Штадтштайнах біля Кульмбах, Баварія                                | Нічний політ повітряної кулі «Majestic», один з найдовших наукових польотів                                                          |
| 39.   | 12 жовтня    | 1894 | «Falke»            | Берсон                                        | 120          | 6г 54хв    | 3680      | містечко Барбі, Саксонія-Ангальт                                            | Третій політ повітряної кулі «Falke»                                                                                                 |
| 40.   | 19 жовтня    | 1894 | «Bussard»          | Гросс, Берсон, майор Nieber, майор Waldenberg | 130          | 5г 53хв    | 1620      | село Samswegen біля Нідере-Берде, Саксонія-Ангальт                          | Перший політ повітряної кулі «Bussard»                                                                                               |
| 41.   | 4 грудня     | 1894 | «Фенікс»           | Берсон                                        | 310          | 5г 17хв    | 9155      | село Schönwohld біля Кіль, Шлезвіг-Гольштейн                                | «Фенікс» піднявся на рекордну висоту 9155 метрів                                                                                     |
| 42.   | 4 грудня     | 1894 | «Majestic»         | Зюрінг, Alexander                             | 190          | 5г 29хв    | 3400      | село Пассе біля Нойклостер, Мекленбург-Передня Померанія                    | Зимовий політ повітряної кулі «Majestic»                                                                                             |
| 43.   | 15 лютого    | 1895 | «Albatross»        | Гросс, Берсон, майор Nieber, лейт. Trieb      | 490          | 6г 50хв    | 2225      | село Ginderich біля Везель, Північний Рейн-Вестфалія                        | Перший політ повітряної кулі «Albatross»                                                                                             |
| 44.   | 15 червня    | 1895 | «Bussard»          | Гросс, Берсон                                 | 285          | 9г 37хв    | 1340      | село Zwischen біля Кошалін, Західнопоморське воєводство                     | Другий політ повітряної кулі «Bussard»                                                                                               |
| 45.   | 2 травня     | 1896 | «Фенікс»           | Гросс, проф. Brahmer, майор Nieber            | 255          | 10г 50хв   | 4615      | містечко Зангергаузен, Саксонія-Ангальт                                     | Останній політ «Фенікса», оболонка повітряної кулі впала на дерева і зазнала значних пошкоджень, які не підлягали ремонту            |
| 46.   | 14 листопада | 1896 | «Bussard»          | Берсон, проф. Kehler                          | 205          | 11г 37хв   | 5805      | село Völkshagen біля Рібніц-Дамгартен, Мекленбург-Передня Померанія         | Третій політ повітряної кулі «Bussard»                                                                                               |
| 47.   | 18 лютого    | 1897 | «Feldballon»       | Берсон                                        | 205          | 7г 47хв    | 4632      | село Вільгельмсдорф біля Накло-над-Нотецем, Куявсько-Поморське воєводство   | Перший політ повітряної кулі «Feldballon»                                                                                            |
| 48.   | 18 лютого    | 1897 | «Condor»           | Зюрінг, проф. Kehler                          | 230          | 6г 55хв    | 3758      | село Abbau Kahlstadt біля Познань, Великопольське воєводство                | Перший політ повітряної кулі «Condor»                                                                                                |
| 49.   | 13 травня    | 1897 | «Sperber»          | Берсон                                        | 340          | 9г 4хв     | 5730      | містечко Фрідріхсталь, Саар                                                 | Перший політ повітряної кулі «Sperber»                                                                                               |
| 50.   | 18 червня    | 1897 | «Vereinsballon»    | Берсон, Neumann                               | 106          | 2г 47хв    | 2197      | село Alexanderhof біля Пренцлау, Бранденбург                                | Перший політ повітряної кулі «Vereinsballon»                                                                                         |
| 51.   | 20 червня    | 1897 | «Vereinsballon»    | Берсон, Зюрінг                                | 25           | 0г 58хв    | 1786      | село Ноєнгаген-бай-Берлін, Бранденбург                                      | Другий політ повітряної кулі «Vereinsballon»                                                                                         |
| 52.   | 27 червня    | 1897 | «Vereinsballon»    | Берсон                                        | 8            | 2г 40хв    | 2118      | залізнична станція Вустермарк на залізниці Lehrter Bahn, Бранденбург        | Третій політ повітряної кулі «Vereinsballon»                                                                                         |
| 53.   | 18 липня     | 1897 | «Vereinsballon»    | Берсон                                        | 2            | 4г 6хв     | 2760      | село Брізен біля Франкфурт-на-Майні, Гессен                                 | Четвертий політ повітряної кулі «Vereinsballon»                                                                                      |
| 54.   | 10 жовтня    | 1897 | «Vereinsballon»    | Зюрінг, проф. Stade                           | 3            | 3г 10хв    | 2213      | село Wulkow біля Франкфурт-на-Майні, Гессен                                 | П'ятий політ повітряної кулі «Vereinsballon»                                                                                         |
| 55.   | 13 лютого    | 1898 | «Vereinsballon»    | Берсон                                        | 225          | 5г 33хв    | 2171      | село Гайнфельд, Рейнланд-Пфальц                                             | Шостий політ повітряної кулі «Vereinsballon»                                                                                         |
| 56.   | 10 березня   | 1898 | «Vereinsballon»    | Гросс                                         | 182          | 7г 57хв    | 1419      | село Klein Schönwalde біля Грайфсвальд, Мекленбург-Передня Померанія        | Сьомий політ повітряної кулі «Vereinsballon»                                                                                         |
| 57.   | 8 червня     | 1898 | «Vereinsballon»    | Берсон                                        | 185          | 13г 30хв   | 5477      | село Hof Bräsegard біля Брезегард-бай-Піхер, Мекленбург-Передня Померанія   | Восьмий політ повітряної кулі «Vereinsballon»                                                                                        |
| 58.   | 8 червня     | 1898 | «Vereinsballon ІІ» | Зюрінг                                        | 57           | 7г 32хв    | 5274      | село Schmergow на річці Гафель біля Грос-Кройц, Бранденбург                 | Перший політ повітряної кулі «Vereinsballon ІІ»                                                                                      |
| 59.   | 8 червня     | 1898 | «Dohle»            | Гросс і 2 офіцери                             | 112          | 9г 6хв     | 4272      | село Квітцебель біля Бад-Вільснак, Бранденбург                              | Перший політ повітряної кулі «Dohle»                                                                                                 |
| 60.   | 8 червня     | 1898 | «Condor»           | проф. Siegsfeld і 2 офіцери                   | 72           | 7г 5хв     | 2930      | містечко Ратенов, Бранденбург                                               | Другий політ повітряної кулі «Condor»                                                                                                |
| 61.   | 26-27 серпня | 1898 | «Vereinsballon»    | Берсон                                        | 215          | 5г 40хв    | 331       | село Адманнсгаген-Баргесгаген біля Варнемюнде, Мекленбург-Передня Померанія | Дев'ятий політ повітряної кулі «Vereinsballon»                                                                                       |
| 62.   | 15 вересня   | 1898 | «Excelsior»        | Берсон, Stanley Spencer                       | 30           | 1г 50хв    | 8320      | село Cranham біля Romford, Гайверінг                                        | Одночасний міжнародний політ, здійснювався в Лондоні в один час з польотом Зюрінга на "Vereinsballon в Берліні                       |
| 63.   | 15 вересня   | 1898 | «Vereinsballon»    | Зюрінг                                        | 312          | 5г 49хв    | 6191      | село Černilov біля Градець-Кралове, Краловоградецький край                  | Одночасний міжнародний політ, здійснювався в Берліні в один час з польотом Берсона і Спенсера на «Excelsior» в Лондоні               |
| 64.   | 3 жовтня     | 1898 | «Vereinsballon»    | Зюрінг, Берсон                                | 118          | 6г 23хв    | 7377      | село Pietzpuhl біля Магдебург, Саксонія-Ангальт                             | Одинадцятий політ повітряної кулі «Vereinsballon»                                                                                    |
| 65.   | 24 березня   | 1899 | «Vereinsballon»    | Зюрінг                                        | 512          | 6г 52хв    | 7953      | село Schwadtken біля Ландсберг-ам-Лех, Баварія                              | Дванадцятий політ повітряної кулі «Vereinsballon»                                                                                    |
| 66.   | 3 жовтня     | 1899 | «Vereinsballon»    | Берсон, проф. Hergesell                       | 672          | 5г 19хв    | 6625      | село Лісево біля Грудзьондз, Куявсько-Поморське воєводство                  | Тринадцятий політ повітряної кулі «Vereinsballon»                                                                                    |
| 67.   | 3 жовтня     | 1899 | «Vereinsballon ІІ» | Зюрінг                                        | 178          | 3г 0хв     | 2393      | парк Lewitz біля Тшцель, Любуське воєводство                                | Другий політ повітряної кулі «Vereinsballon ІІ»                                                                                      |

## Результати наукових польотів

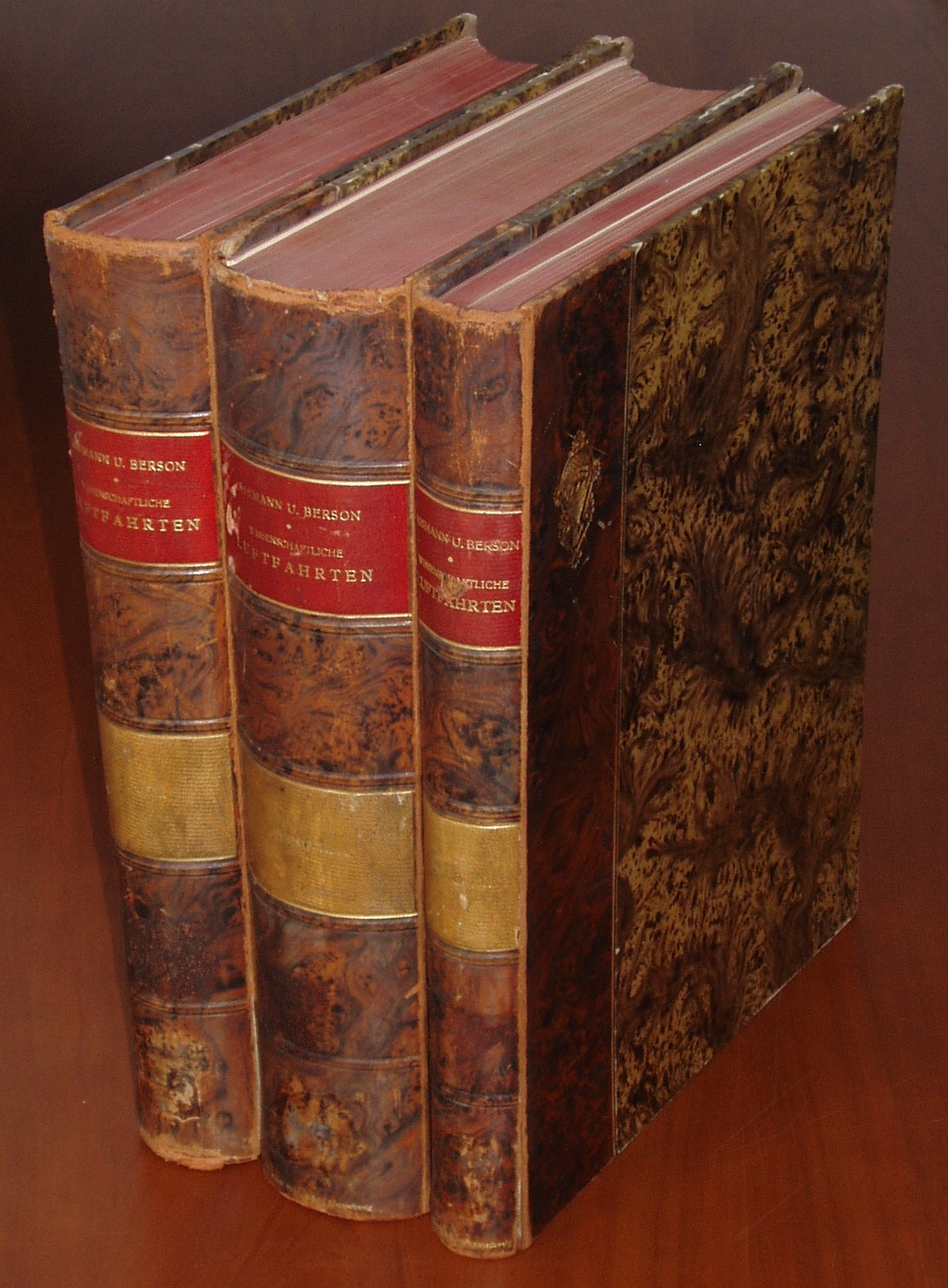
Три томи праці Асманна і Берсона «Wissenschaftliche Luftfahrten»

Берлінські наукові польоти дозволили провести одні з перших системних спостережень за температурою і вологістю повітря. Використання під час польотів найновіших наукових приладів
дозволили показати, що значення температури, виміряні в попередніх польотах на великих висотах, були дуже неточні, що було пов'язано, перш за все, з недостатнім захистом термометра від сонячного випромінювання. Зокрема, були виявлені помилки в дослідженнях британського вченого Джеймса Глейшера. Берлінські наукові польоти встановили нові правила і стандарти якості, які згодом застосовувались під час регулярних зондувань верхніх шарів атмосфери з допомогою метеозондів і повітряних зміїв. Завдяки міжнародним одночасним польотам, були створені детальні температурні профілі і карти атмосфери над Європою. Відомий німецький метеоролог Карл-Хайнц Бернхардт підсумовуючи значення Берлінських наукових польотів писав:
|  | Берлінські наукові польоти стали кульмінацією практичних досліджень тропосфери з використанням класичних фізичних і аеронавігаційних законів і стали віхою в розвитку третього виміру для метеорологічних досліджень . |

Ці польоти мали значний вплив на відкриття Ріхардом Асманном і Тейсереном де Бором в 1902 році стратосфери.
Результати окремих наукових польотів друкувались в статтях у метеорологічному журналі «Das Wetter». Асманн і Берсон написали в журналі 12 і 18 статей відповідно. 1895 року, після перших 49 наукових польотів, Ріхард Асманн написав проміжний звіт в журналі «Meteorologischen Zeitschrift». Повний звіт, який вмістив всі дані й вимірювання з 94 наукових польотів (пілотованих і безпілотних), а також їх детальний науковий аналіз, було опубліковано в книзі «Wissenschaftliche Luftfahrten», яку надрукували в трьох томах в 1899—1900 роках. Перший і другий том книги містять детальний опис кожного окремого польоту, з табличними даними, графічними зображеннями і детальними звітами від пілотів повітряної кулі. Третій том містить короткий науковий аналіз спостережень здійснених під час польотів. Завершується робота теоретичним висновком професора Вільгельма фон Бецольда.
Перше видання книги було представлене кайзеру Вільгельму II 10 червня 1900 року. Представляли його Вільгельм фон Бецольд, Ріхард Асманн, Артур Берсон і Ганс Гросс. На знак визнання їхніх досягнень, імператор призначив фон Бецольда і Асманна таємними радниками. Берсон і Гросс отримали Орден Червоного орла IV ступеня і Орден Корони IV ступеня.
Міжнародне співтовариство аерологів сприйняло Берлінські наукові польоти дуже позитивно. Детальний огляд на двадцяти сторінках опублікував у 1901 році Х'юго Гергезелл, президент «Міжнародної комісії з наукової аеронавтики». В журналі «Wiener Luftschiffer-Zeitung», Віктор Зільберер (Viktor Silberer), президент «Віденського аероклубу», похвалив звіт з Берлінських наукових польотів і сказав, що «на сьогоднішній день, це найважливіша та наймасштабніша робота, яку має аеронавігаційна література всіх націй на землі». 1903 року Нідерландська королівська академія наук нагородила Асманна і Берсона «медаллю Байса-Баллота», яку вручають лише раз на десятиліття за видатні досягнення в галузі метеорології.